# S.A.M.
 (septembre 2013).
S.A.M. est une série en bande dessinée créée par  Richard Marazano et  Shang Xiao et publiée à partir de 2011 par les éditions Dargaud.

## Résumé
Dans un futur apocalyptique et indéterminé des enfants tentent de survivre, traqués par des robots tueurs programmés pour exterminer l'espèce humaine.

## Albums parus
- 1 Après l’homme…, Dargaud, 2011
Scénario : Richard Marazano - Dessin et couleurs : Shang XIao
- 2 Chasseurs de Robots…, Dargaud, 2013
Scénario : Richard Marazano - Dessin et couleurs : Shang XIao
- 3 Un million d'hivers…, Dargaud, 2014
Scénario : Richard Marazano - Dessin et couleurs : Shang XIao
- 4 Nous ne t'oublierons jamais…, Dargaud, 2020
Scénario : Richard Marazano - Dessin et couleurs : Shang XIao

## Prix et nominations
- 2012 : S.A.M. T1 reçoit le « prix BD des Collégiens » au festival d'Angoulême[1].
- 2012 : S.A.M. T.1 reçoit le prix « livrentête » de la meilleure bande dessinée par l’Union Nationale Culture et bibliothèques pour tous[2].